# Journey to the Past
Journey to the Past – singel Aaliyah promujący ścieżkę dźwiękową do filmu Anastazja (1997). Jest to kompozycja autorstwa Lynn Ahrens i Stephena Flaherty’ego. 16 kwietnia 1998 r. utwór został wysłany do amerykańskich rozgłośni radiowych, jako singel został wydany dopiero 1 grudnia tego samego roku.
W marcu 1998 r. „Journey to the Past” było nominowane do Nagrody Akademii Filmowej w kategorii najlepsza piosenka. Aaliyah wystąpiła podczas 70. ceremonii wręczenia Oscarów, stając się najmłodszą ciemnoskórą wokalistką, która zaprezentowała swój utwór podczas corocznej gali.

## Pozycje na listach przebojów
| Notowanie (1997-1998)                  | Najwyższa pozycja |
| -------------------------------------- | ----------------- |
| Eurochart Hot 100                      | 98                |
| UK Top 40 R&B Singles                  | 6                 |
| UK Singles Chart                       | 22                |
| U.S. Billboard Hot Adult Top 40 Tracks | 28                |